# Untouched
Untouched è un singolo del duo musicale australiano The Veronicas, pubblicato l'8 dicembre 2007 come secondo estratto dal secondo album in studio Hook Me Up. Per il mercato statunitense è uscito come singolo d'apertura del disco.

## Descrizione
Scritta dalle due sorelle Origliasso in collaborazione con Toby Gad, che l'ha anche prodotta, la canzone, dallo stile elettropop e power pop, si riferisce ai sentimenti di separazione delle due cantanti dai propri cari. In un'intervista con Rachel Jones di Female First, Lisa ha spiegato il tema del brano:

## Video musicale
Il video musicale della canzone è stato girato al Marble Bar dell'Hilton Building di Sydney ed è stato diretto da Anthony Rose.
Nel corso del video, in cui le The Veronicas si esibiscono al cospetto di una folla, compare un ragazzo, con il quale Jess si intrattiene su un divano prima di allontanarsi per servirsi da bere. Il ragazzo scorge poi Lisa tra la folla, scambiandola per la gemella; così la segue e la riporta sul divano dove era seduto. Dopo poco, anche Jess torna sul divano, trovandosi davanti la scena dei due che si baciano. Il video termina quando le due sorelle si allontanano insieme, lasciando il tipo da solo.

## Tracce
Download digitale
1. Untouched – 4:14

CD single
1. Untouched – 4:14
2. Hollywood – 3:46
3. Hook Me Up (Tommy Trash remix) – 2:53

iTunes EP Lost Tracks
1. Untouched – 4:14
2. Untouched (Versione acustica) – 3:39
3. Hollywood – 3:46
4. Insomnia – 3:22
5. Everything – 3:28

Remixes EP
1. Untouched (Eddie Amador remix edit) – 4:47
2. Untouched (Napack - Dangerous Muse remix edit) – 4:52
3. Untouched (Designers Drugs remix edit) – 4:49
4. Untouched (Von Doom radio) – 4:07

CD remixes promo
1. Untouched (Eddie Amador Club remix) – 8:13
2. Untouched (Eddie Amador Dub) – 7:45
3. Untouched (Napack - Dangerous Muse remix) – 8:15
4. Untouched (Napack - Dangerous Muse Dub) – 6:30
5. Untouched (Von Doom Club mix) – 7:34
6. Untouched (Von Doom mixshow) – 5:58
7. Untouched (Designers Drugs remix) – 5:34

## Successo commerciale
Il singolo rappresenta il principale successo internazionale del duo. In Australia ha raggiunto la seconda posizione dei singoli più venduti, ottenendo il disco di platino per le 70 000 unità certificate dalla Australian Recording Industry Association, mentre in Nuova Zelanda è entrato nella top-ten, raggiungendo la posizione numero 9 come picco e ottenendo il disco d'oro.
In Europa la canzone è riuscita a entrare in classifiche in molti Paesi, come Austria, Finlandia, Germania e Svizzera. Nel Regno Unito ha trascorso ventiquattro settimane nella UK Singles Chart, debuttando nella top-10 all'ottavo posto, mentre in Irlanda ha raggiunto la vetta della classifica dei singoli.
Untouched è l'unico singolo del duo ad essersi piazzato nella top-twenty negli Stati Uniti, arrivando alla posizione numero 17 della Billboard Hot 100. Grazie al brano, inoltre, le The Veronicas sono state le prime artiste di nazionalità australiana nel XXI secolo a vendere un milione di unità negli Stati Uniti.

## Classifiche

### Classifiche settimanali
| Classifica (2007-09) | Posizione massima |
| -------------------- | ----------------- |
| Australia            | 2                 |
| Austria              | 23                |
| Belgio (Fiandre)     | 62                |
| Canada               | 5                 |
| Finlandia            | 10                |
| Germania             | 48                |
| Irlanda              | 1                 |
| Nuova Zelanda        | 9                 |
| Paesi Bassi          | 36                |
| Repubblica Ceca      | 3                 |
| Regno Unito          | 8                 |
| Stati Uniti          | 17                |
| Svizzera             | 34                |
| Ungheria             | 27                |

### Classifiche di fine anno
| Classifica (2007) | Posizione |
| ----------------- | --------- |
| Australia         | 78        |
| Classifica (2008) | Posizione |
| Australia         | 21        |
| Nuova Zelanda     | 34        |
| Classifica (2009) | Posizione |
| Canada            | 52        |
| Paesi Bassi       | 36        |
| Regno Unito       | 69        |
| Stati Uniti       | 69        |
| Ungheria          | 120       |

### Classifiche di fine decennio
| Classifica (2000-09) | Posizione |
| -------------------- | --------- |
| Australia            | 79        |

## Altri media
Il brano è stato inserito nella colonna sonora del videogioco FIFA 09.